# Пироволакис, Манос
Манос Пироволакис (греч. Μάνος Πυροβολάκης; род. 2 сентября 1970, Афины) — современный греческий композитор, один из лучших исполнителей на критской лире, его композиции сочетают в себе поп-рок-музыку с традиционными мелодиями Крита.

## Жизнеописание
Манос Пироволакис родился в Афинах в 1970 году, его родители были родом из Крита. В возрасте 13 лет он начинает учиться играть на критской лире под руководством профессора Йоргоса Визирианакиса. В 18 лет, во время учёбы в политехническом университете, он делает свои первые выступления, участвуя в традиционных музыкальных представлениях на национальном телевидении. С 1992 года он принимает участие в различных фестивалях традиционной критской музыки. В 1994 году он участвовал в Международном фестивале фольклорной музыки в Японии, где представлял музыкальные традиции Крита. В 1995 и 1996 он выступает с серией живых концертов в Торонто.
В 1998 году он выпускает вместе с группой «Кинумэна Схе́дия» одноимённый первый альбом, который представляет собой смесь поп-музыки, рока и народной музыки, путём объединения электрогитары с критской лирой. Большая часть песен альбома стали хитами. Летом он гастролирует с группой за пределами Греции. В 2000 году он выпускает свой второй альбом «То хамогело су». В 2004 году Пироволакис принимает участие в церемонии закрытия Олимпийских игр — он сопровождал игрой на критской лире выступление Элефтерии Арванитаки. В 2010 году участвует в греческом отборе для 55-й конкурса песни Евровидение в Осло с песней «Кивотос ту Ноэ» («Ноев ковчег»), которую он сам и написал. В финале национального отбора занял 2 место, уступив Йоргосу Алкеосу (песня «Опа») по итогам зрительского голосования. 13 июля 2012 выступает с концертом на фестивале «Зоммерфестиваль» (крупнейший фестиваль мировой музыки в Европе) в Штутгарте. Манос Пироволакис сотрудничает с Йоргосом Даларасом, Никосом Портокалоглу, Еленой Папаризу, Василисом Папаконстантину, Мелиной Асланиду. Большим успехом Пироволакиса стала написанная им в сотрудничестве с Яннисом Стигасом песня «Мпори на Вго», которую он исполнил в дуэте с Антонисом Ремосом.

## Дискография
Все альбомы Пироволакиса созданы им в сотрудничестве с Яннисом Стигасом.

### «Кину́мэна Схе́диа» / Kinoumena Shedia
- 1998 — Кину́мэна Схе́диа
- 2000 — То хамогело су

### Студийные альбомы
- 2004 — Ола гиа ола / Ola gia ola
- 2005 — И аллаги́ ту хро́ну / I allagi tou hronou
- 2006 — Ре Мастер 98-01 / Re Master 98-01
- 2007 — Стон эрота дэн ипархи никитис / Ston erota den iparhi nikitis
- 2009 — Синиало / Sinialo
- 2009 — Эси́ пу Агапу́са тосо / Esu pou Agapousa toso
- 2010 — Кивотос тоу Ноэ
- 2013 — Бори на вго / Bori na vgo (сингл)

### Саундтреки
- 2008 — Ан и агапи / An i agapi (к/ф «To gamilio party»)